# Папоротный (Апшеронский район)
Па́поротный — хутор в Апшеронском районе Краснодарского края России. Входит в состав Хадыженского городского поселения.

## Население
| 2002 | 2010 |
| ---- | ---- |
| 25   | ↘0   |